# Пычасское (сельское поселение)
Пычасское — упразднённое муниципальное образование со статусом сельского поселения в Можгинском районе Удмуртии Российской Федерации.
Административный центр — село Пычас.
Образовано в 2004 году в результате реформы местного самоуправления.
25 июня 2021 года упразднено в связи с преобразованием муниципального района в муниципальный округ.

## Население
| 2008  | 2010  | 2012  | 2013  | 2014  | 2015  | 2016  |
| ----- | ----- | ----- | ----- | ----- | ----- | ----- |
| 4017  | ↘3487 | ↗3533 | ↗3578 | ↗3640 | ↘3515 | ↘3416 |
| 2017  | 2018  | 2019  | 2020  |       |       |       |
| ↘3320 | ↘3251 | ↘3239 | ↘3219 |       |       |       |

## Населенные пункты
В состав сельского поселения входит 6 населённых пунктов:
- сёла: Пычас, Петухово;
- деревни: Новая Бия, Старый Карамбай, Верхние Лудзи, Минчегурт.

Постановлением Государственного Совета Удмуртской Республики от 28 марта 2017 года № 970-V был упразднён населённый пункт Дома 1050 км Пычасского сельсовета.